# Fermatova spirala
Fermatova spirála [fermájeva ~] ali parabólična spirála je v matematiki ravninska krivulja in je poseben primer arhimedske spirale za n = 2. V polarnih koordinatah (r, φ) je določena z:
{\displaystyle r^{2}=a^{2}\varphi \!\,.}
Za poljuben pozitiven φ obstajata dve vrednosti r z različnima predznakoma. Krivulja je simetrična glede na premico {\displaystyle y=-x} in koordinatno izhodišče. Krivuljo je raziskoval leta 1636 Pierre de Fermat. Fermatova spirala je dejansko poseben primer parabolične spirale.
Obratna krivulja Fermatovi spirali je lituus.
Fermatova spirala se pojavlja pri filotaksiji (sončnice, marjetice). Oblika spiral je odvisna od rasti elementov, ki nastajajo zaporedno. V odrasli rastlini, ko so vsi elementi enake velikost, je oblika spiral enaka Fermatovi v idealnem primeru. To je zato, ker po Fermatovi spirali v enakih časovnih enotah element prepotuje enak del obroča. Helmut Vogel je leta 1979 predlagal model rasti cvetov in plodov pri sončnicah. Model je določen z:
{\displaystyle r=c{\sqrt {n}}\!\,,}
{\displaystyle \theta =ng\!\,,}
kjer je r polmer, oziroma razdalja cvetiča od središča, θ kot, n indeks cvetiča, c faktor skaliranja, g pa zlati kot, ki znaša približno 137,508°.